# Symphony of Six Million
Symphony of Six Million ist die Verfilmung von Fannie Hursts Roman Night Bell mit Ricardo Cortez und Irene Dunne in den Hauptrollen.

## Handlung
Der junge Felix Klauber wächst im jüdischen Viertel der Lower East Side in New York auf. Er träumt davon, ein berühmter Chirurg zu werden. Durch die unermüdliche Unterstützung seiner Familie schafft er das Medizinstudium und wird rasch zu einem bekannten Arzt, der mit oft unorthodoxen Behandlungsmethoden die Aufmerksamkeit der Fachkollegen weckt. Sein Bruder Magnus, der nur das schnelle Geld will, überzeugt Felix, eine Privatpraxis zu eröffnen und nur wohlhabende Patienten zu behandeln. Innerhalb von kurzer Zeit wird die Praxis, die an der Park Avenue liegt, ein großer Erfolg und die Familie Klauber profitiert von dem zunehmenden Wohlstand. Felix wird jedoch zunehmend geblendet von dem Reichtum und dem Milieu, in dem seine Patienten leben. Er kümmert sich nicht mehr um seine Familie und weist auch Jessica seine Jugendliebe, zurück. Jessica, die von Geburt an verkrüppelt ist, lehrt an einer Blindenschule Braille. Als sie Felix bittet, kostenlos einen ihrer Schüler zu operieren und Felix ablehnt, nennt sie ihn einen Verräter seiner Familienwerte von Anstand und Moral. Tief betroffen versucht Felix, seinen Vater, der einen Gehirntumor hat, zu retten, doch der alte Mann stirbt auf dem Operationstisch. Der Verlust stürzt Felix in tiefe Depressionen. Erst als Jessica, deren Erkrankung sich verschlechtert, nur durch eine gefährliche, bislang kaum erprobte Operationsmethode gerettet werden kann, kommt der junge Mann zur Vernunft. Mit Erfolg führt der die Behandlung durch. Er und Jessica gestehen sich ihre Liebe und Felix praktiziert wieder als Arzt für die Armen und Mittellosen.

## Hintergrund
Nach seinem Rauswurf bei Paramount Pictures ging David O. Selznick im Oktober 1931 zu RKO. In seiner Funktion als stellvertretender Produktionsleiter war eines seiner Hauptprobleme die Sicherstellung der internen Eingliederung der verschiedenen Einzelfirmen, aus denen RKO am Ende einer Reihe von Fusion hervorgegangen war. Daneben beschäftigte er sich intensiv mit einigen ausgesuchten Projekten, darunter der Verfilmung des Romans Night Bell der damals populären Autorin Fannie Hurst. Wie in vielen ihrer Romane spielt die Handlung im Milieu der jüdischen Gemeinde von New York und schildert Aufstieg und Fall eines jungen Arztes, der seine Herkunft vergisst und in eine tiefe Sinnkrise gerät.
David O. Selznick war es ein besonderes Anliegen, bei der Adaption die dezidiert jüdischen Aspekte in der Handlung intakt zu lassen. Sein Ziel bestand darin, die bislang oft gebrauchten jüdischen Stereotype wie in Der Jazzsänger oder in Abie’s Irish Rose zu vermeiden, um stattdessen eine realistische und wirklichkeitsnahe Darstellung von jüdischen Traditionen zu gestatten. Selznick bestand darauf, die im Roman mit viel Zuneigung beschriebene Wärme und den menschlichen Zusammenhalt der jüdischen Gemeinde in der New Yorker Lower East Side auch auf der Leinwand zu zeigen. Neben den mehr inhaltlichen Aspekten beschäftigte sich Selznick auch intensiv mit der technischen Umsetzung des Stoffes. So verlangte er von Max Steiner, dem Leiter der Musikabteilung bei RKO, den gesamten Film mit einer Hintergrundmusik zu unterlegen, eine damals unübliche Vorgehensweise. Darüber hinaus verlangte Selznick auch noch einen anderen Titel, der mehr Pathos und Dramatik suggeriere als der eher banale Night Bell. Am Ende der Überlegung stand  Symphony of Six Million. Die Produktionskosten beliefen sich am Ende auf rund 270.000 US-Dollar.
Für Irene Dunne war die eher peripher angelegte Rolle der Jessica insoweit von Bedeutung, als sie mit ihrer Darstellung die Verantwortlichen bei Universal Pictures überzeugte, ihr die Hauptrolle in der Verfilmung eines weiteren Fannie-Hurst-Romans zu geben. Der Erfolg von Back Street etablierte Dunne endgültig als anerkannten Star, nachdem sie trotz einer Oscarnominierung als beste Darstellerin für Pioniere des wilden Westens zunächst nur Engagements in wenig ambitionierten Filmen bekommen hatte.

## Kritiken
Die meisten Kritiker lobten den Film für seinen Realismus, gerade in der Darstellung der dramatischen Szenen im Operationssaal. Die New York Times schwärmte:

„This is one of the outstanding hospital episodes that has been pictured. It elicits steady attention during its every second.“

„Dies ist eine der herausragenden Krankenhausepisoden, die je gefilmt wurden. Sie hält die Aufmerksamkeit für jede Sekunde.“